# Центральне кладовище (Кривий Ріг)
Центральне кладовище — криворізький некрополь, що розташований зі східного боку міста за Східним масивом 2 та 3

## Поховання
1. Авраменко Іван Гаврилович (1923—2008) — радянський і український художник, графік і живописець.[1]
2. Павлов Костянтин Юрійович (1973—2021) — міський голова Кривого Рогу з 17 грудня 2020 року по 15 серпня 2021 року.

## Меморіальний комплекс

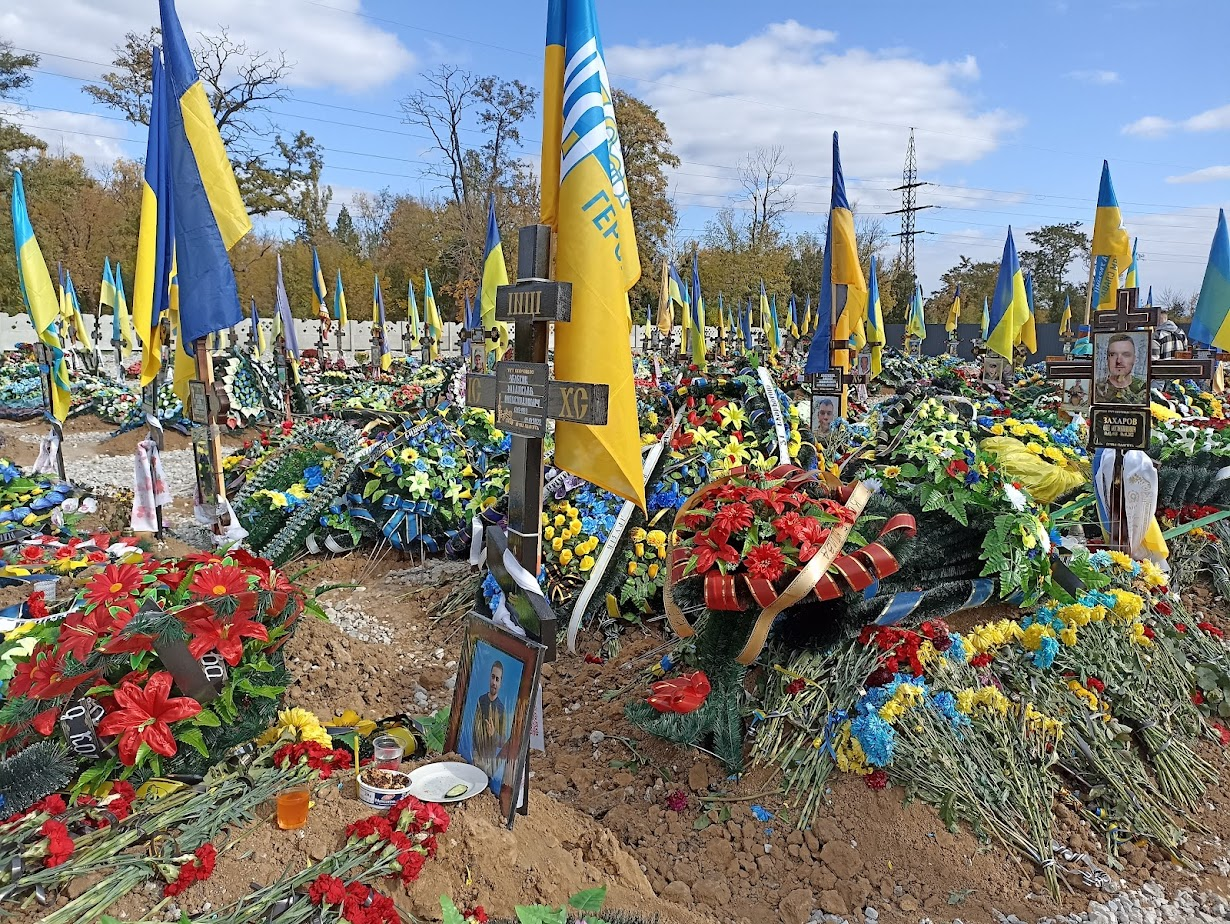

На території кладовища розташований Меморіальний комплекс на честь загиблих Героїв Криворіжжя. Він складається з Алеї Слави та Сектора Почесних поховань.

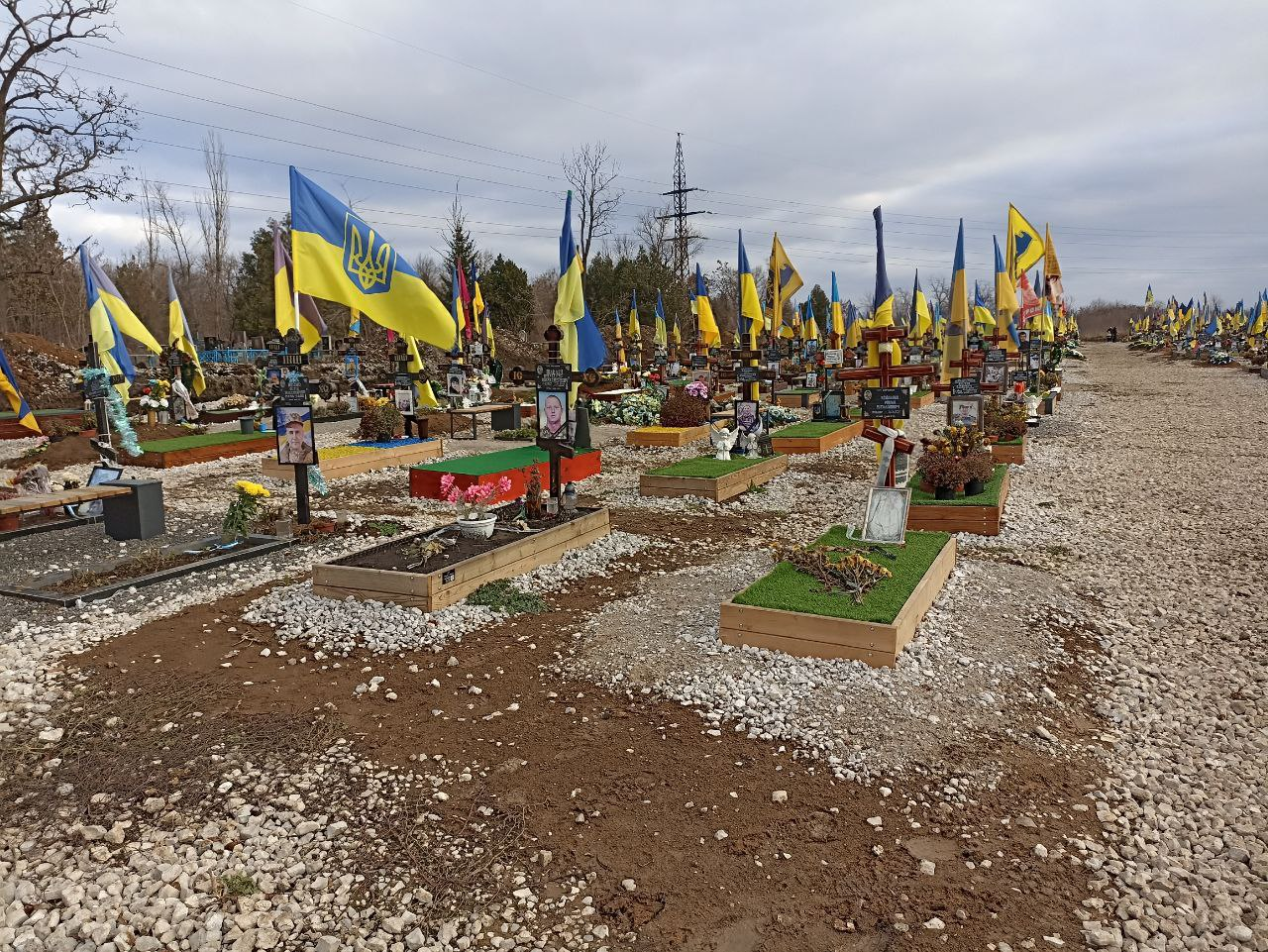

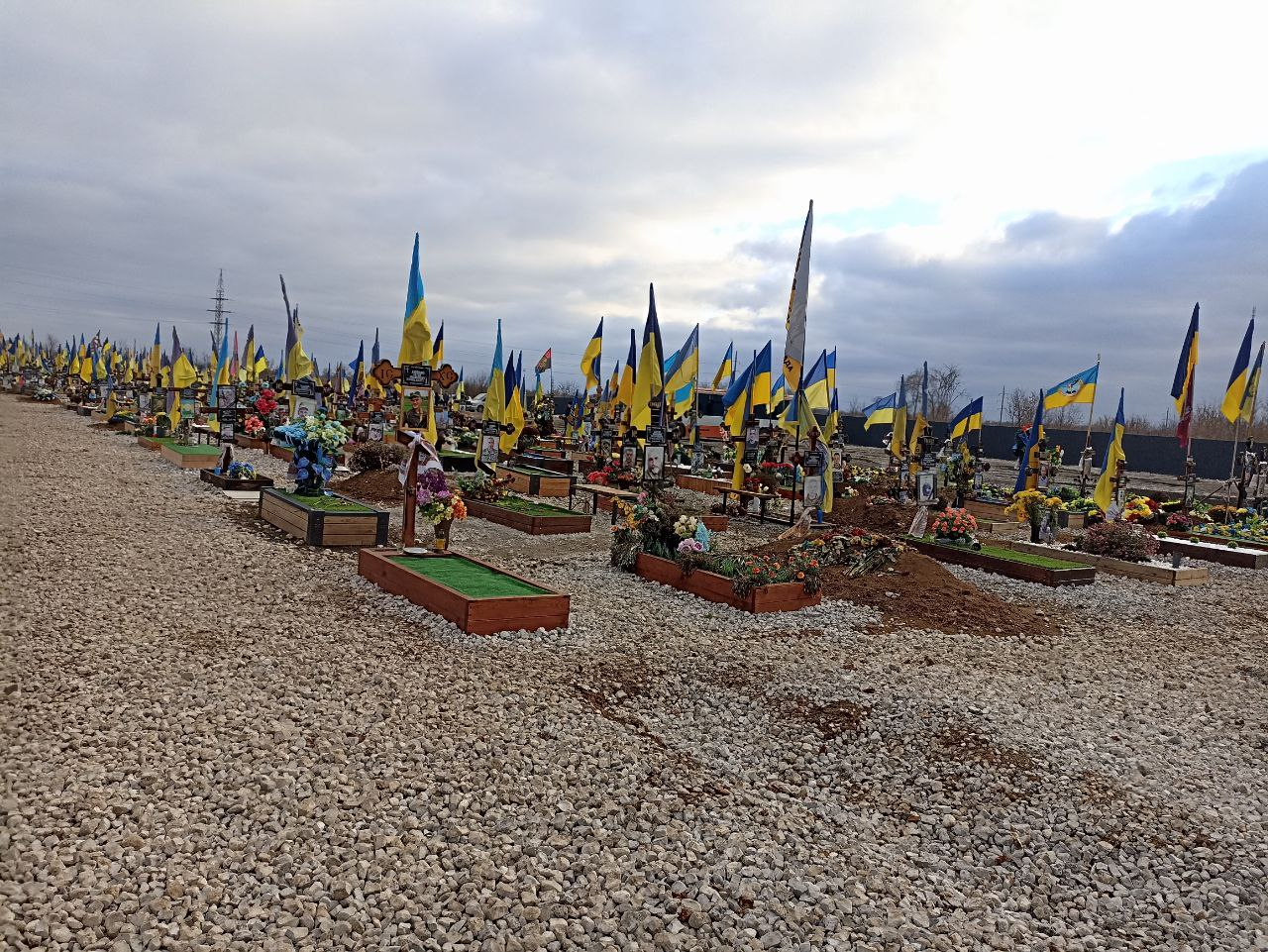

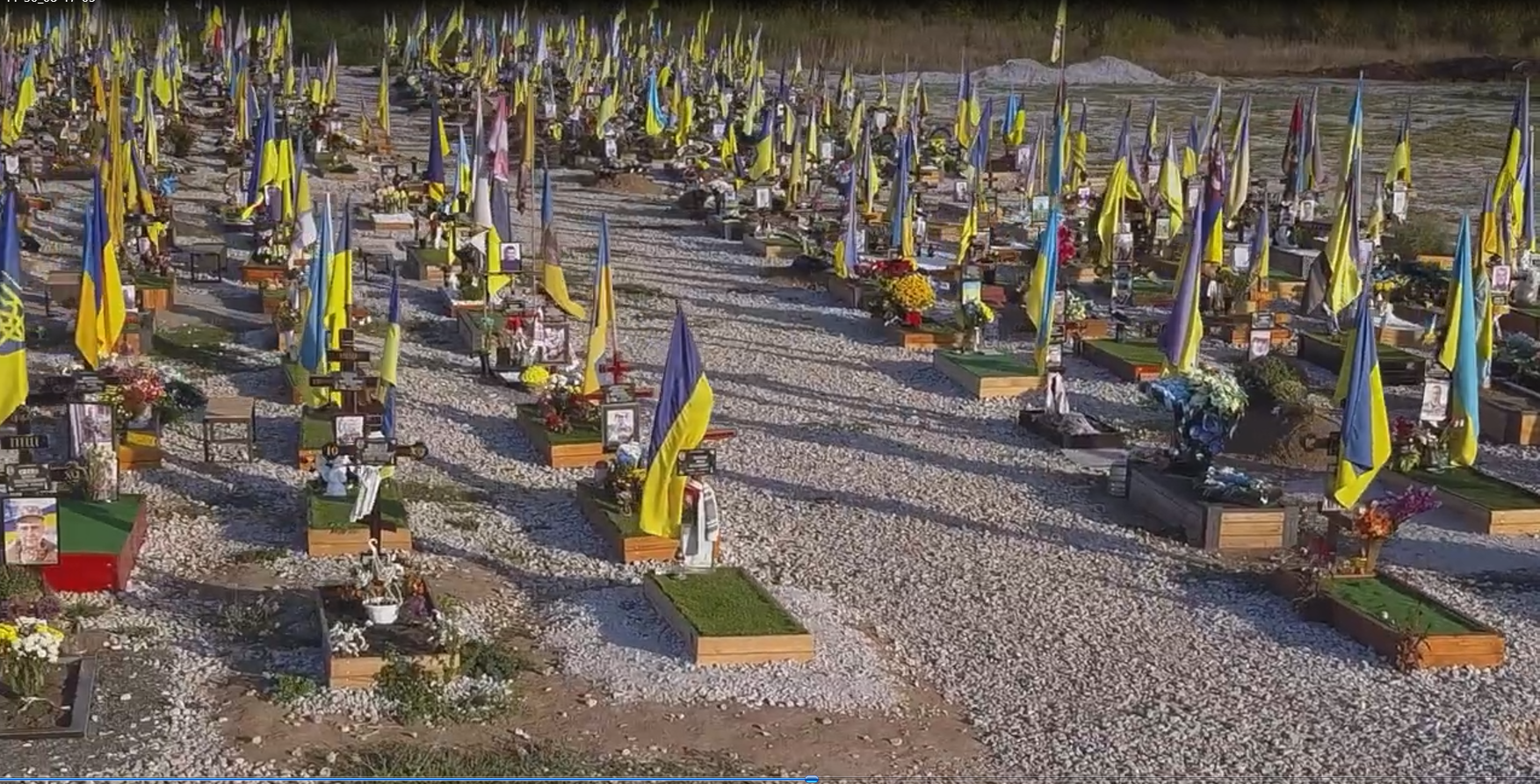

### Список похованих героїв на Алеї Слави
1. Алієв Рустам Рамазанович (1995—2022) — військовий, трагічно загинув у бою з російськими окупантами на Херсонщині[3]
2. Біркун Єгор Олександрович (1997—2022) — захисник Маріуполя у війні з Росією, полк Азов.
3. Дручок Іван (1989—2022) — військовий з Херсонщини, загинув на Херсонському напрямку.[4]
4. Дерусова Інна Миколаївна( — 26.02.2022) — військовий медик, загинула від артилерійського обстрілу російськими військами в Сумській області, надаючи допомогу пораненим військовим. Має звання Героя України.
5. Дорошенко Микита Андрійович (1996—2022)- військовий, загинув під час виконання бойового завдання на Луганщині[5]
6. Єрмаков Євген Вікторович, позивний «Єрмак» — (23.08.1990-01.11.2023) Боронив Авдіївський напрямок, брав участь у звільненні території біля н.п Опитне та н.п Водяне. Воював штурмовик у 2 елітній роті 1 СБ 53 окремій механізовані бригаді імені Князя Володимира Мономаха. 01.11.2023 загинув при штурмі окопів рашистів від ворожої кулі біля н.п. Водяного, прикривши побратимів. Посмертно нагороджено нагрудним знаком «За заслуги перед місто» 3 ступеня, та орденом «За мужність» 3 ступеня.
7. Комар Денис Анатолійович (1997—2022) — захисник Маріуполя у війні з Росією, полк Азов.
8. Липка Владислав Ігорович (1995—2022) — захисник України, загинув у боях за Куп'янськ.
9. Луців Сергій Олександрович (1982—2022) — захисник України, загинув на Донеччині.
10. Маленко Олександр Андрійович (16.03.1984 — 24.03.2017) — захисник України, Загинув внаслідок мінометного обстрілу ВОП поблизу с. Троїцьке, Попаснянський район, Луганська область.
11. Генна́дій Ві́кторович Медве́дєв (8 березня 1973 — 18 лютого 2015) — старший сержант Збройних сил України, учасник російсько-української війни.
12. Ножка Віталій (1971—2022) — захисник України, загинув на Луганщині.
13. Однорог Олександр Анатолійович (05.09.1993 р.-31.12.2022 р.)—захисник України, снайпер-стрілець 46ї окремої десантно-штурмової бригади. Загинув в боях за Бахмут біля н.п. Озарянівка.
14. Оцерклевич Віктор Ярославович (10.05.1986 — 6.04.2022) — захисник України, запгинув поблизу смт Новотошківське, Луганська область.
15. Панченко Павло Іванович (01.07.1982-04.04.2023) — стрілець-помічник гранатометника механізованоїї роти 129-ої бригади ТРО, в/ч 4082. Загинув на Авдіївському напрямку біля с. Новобахмутівка Донецької області.
16. Погорілий Владислав (1997—2022) — військовий, загинув під час боїв за Авдіївку.[6]
17. Полежаєв Віктор (1992—2022) — військовий, гранатометник, загинув поблизу села Княжівка Херсонської області
18. Стельмах Дмитро Миколайович (1982—2022) — захисник України, загинув на Донеччині.
19. Формальова Валерія Євгеніївна (8.09.2000—16.04. 2022) — захисниця України, загинула на Луганщині поблизу селища Новотошківське.
20. Циб Василь Сергійович (1994—2022) — молодший сержант, захисник України, учасник АТО з 2014 року, загинув на Херсонському напрямку[7]
21. Яковенко Юрій Миколайович (07.09.1967-11.03.2022) — Командир 3го піхотного взводу, 1 піхотної роти, 96 піхотного батальйону, старший лейтенант Загинув під час бою с колоною техніки противника, поблизу населеного пункту Орлове Бериславського району, Херсонської області[8]

### Список похованих героїв у секторі почесних поховань
1. Авраменко Михайло Михайлович (19.12.1986-11.01.2023) служив стрільцем у 129-ій Криворізькій бригаді територіальної оборони. До лав тероборонців він став добровільно. Допомагав звільняти Україну від загарбників спочатку на Херсонському напрямку. Тоді брав активну учать у бойових діях. Під час одного із зіткнень отримав навіть контузію. Проте хлопець відновився та повернувся в стрій. Після звільнення Херсона чловіка перевели на Нікопольщину. На жаль, увечері 11 січня, в населеному пункті Добра Надія, через підступний обстріл з тимчасово окупованого берега Запорізької області, Михайло загинув. За проявлену звитягу під час захисту рідного міста та України, бійця нагородили посмертно нагрудним знаком «За заслуги перед містом» третього ступеня. Також посмертно нагороджений Президентом України орденом «за мужність» третьої ступені. https://one.kr.ua/news/45215
2. Андрющенко Андрій Володимирович (27.05.1973 — 11.03.2023) Головний сержант, Командир Механізованого відділення — командир машини. 92-га окрема штурмова бригада ім.кошового отамана Івана Сірка. Загинув біля н.п. Діброва Луганської області, при захисті Батьківщини, виявивши стійкість та мужність під час виконання бойових завдань.
3. Аніцой Андрій Анатолійович (01.01.1968-21.10.2023) — захисник України, старший сержант. Командир 2 стрілецького відділення 2 стрілецького взводу 2 стрілецької роти. 237-ий батальйон 129-ї бригади ТРО. Загинув поблизу н.п. Степове, Покровського району Донецької області, відбиваючи штурм ворога на Авдіївку. Він особисто врятував життя чотирьох побратимів.[9]
4. Алєщенко Олександр Дмитрович (02.08.1972 — 15.05.2022) — захисник України,
5. Балуєв Андрій Володимирович (01.01.1973 — 23.08.2023) позивний Балу, солдат, Захисник України 23-тя окрема механізована бригада, загинув в н.п. Приютне Запорізької області
6. Бєліков Олексій Олександрович (12.12.1987-10.06.2023) 54-та ОМБ А-0693. Загинув під час виконання бойового завдання в н.п Яковлівка в Донецькому напрямку. Захищав батьківщину з 2014р пройшовши через два котли Іловайськ і Дебальцеве[10].
7. Брикайло Сергій Олександрович (29.09.1976 — 19.10.2022) — захисник України, загинув поблизу Нова Кам'янка (Бериславський район), Херсонська область
8. Войналович Павло Віталійович (27.07.76-07.05.23) — загинув поблизу Катеринівки Донецька обл. виконуючи бойове завдання.[11]
9. Гладуш Сергій Сергійович (25.12.1995-07.04.2023) — загинув під час участі у бойових діях для забезпечення національної безпеки та оборони, відсічі збройної агресії Російської федерації у населеному пункті Новобахмутівка Донецької області, поблизу Авдіївки.
10. Голдун Олександр ( — 8.11.2023) — захисник України, загинув на Бахмутському напрямку на Донеччині.[12]
11. Граждан Євген В'ячеславович (19.04.1990-30.06.2023) — загинув під час виконання бойового завдання у н.п. Іванівське, Донецької області (Бахмутський напрямок).[13]
12. Денисенко Денис Іванович — загинув 11.01.2023р, Донецька область Бахмутський район, смт Красна гора.
13. Донський Дмитро Сергійович[14], позивний «Добрий» — (12.07.1991 — 13.09.2022), відволік увагу ворожого танку, взяв удар на себе, чим героїчно врятував життя своєму взводу, смт. Архангельське, Бериславський район, Херсонська обл.
14. Дюрінський Владислав Андрійович (1.12.1994 — 19.11.2023), захисник України, загинув Донецька область, с. Кліщівка.[15]
15. Єрмаков Євген Вікторович, позивний «Єрмак» — (23.08.1990-01.11.2023) Боронив Авдіївський напрямок, брав участь у звільненні території біля н.п Опитне та н.п Водяне. Воював штурмовик у 2 елітній роті 1 СБ 53 окремій механізовані бригаді імені Князя Володимира Мономаха. 01.11.2023 загинув при штурмі окопів рашистів від ворожої кулі біля н.п. Водяного, прикривши побратимів. Посмертно нагороджено нагрудним знаком «За заслуги перед місто» 3 ступеня, та орденом «За мужність» 3 ступеня.
16. Корячко Дмитро Олександрович (3.06.1992 — 29.08.2022) захисник України, загинув поблизу Миролюбівки (Бериславський район) Херсонська область
17. Коломійчук Андрій Олександрович (14.11.1991-24.07.2023) — мужньо виконавши військовий обов'язок, в бою за Україну, загинув біля с. Кузьмине Луганської область[16]
18. Кривоносов Іван Євгенович (18.09.1984-07.08.2022) загинув під час виконання службового завдання, під час завершення переміщення самохідного артилерійського дивізіону поблизу н.п. Черкаське Дніпропетровської області.
19. Літкевич Денис Володимирович (11.09.1984 — 28.02.2023) захисник України, загинув поблизу селища Червонопопівка, там він отримав мінно-вибухову травму під час виконання бойового завдання.[17]
20. Лук'янов Дмитро Євгенійович (05.07.1971 — 15.02.2023) — молодший сержант, бойовий медик 93 Окремої механізованої бригади «Холодний Яр» в/ч А1302. Загинув при виконанні службових обов'язків під час оборони міста Бахмут Донецької області.
21. Марчук Василь Васильович(28.02.1970 — 17.05.2022). Воював у складі 54-ї ОМБ імені Івана Мазепи. Загинув під час виконання бойового завдання біля с. Новомихайлівка на Донеччині.
22. Малюта Юрій Дмитрович (08.05.1973 — 13.09.2022) — загинув під час виконання бойового завдання у н.п Токареве Херсонської області
23. Майданник Руслан Володимирович[18](10.09.1996-24.06.2022) — загинув під час виконання бойового завдання Харківська область, Чугуївський район.
24. Мудрик Денис Олександрович ( — 30.11.2023) — загинув на Сумщині.[19]
25. Нидосік Олександр Анатолійович (09.01.1971-26.11.2022) — загинув під час виконання бойового завдання, с. Червоний Маяк Херсонської області. Бериславського району.
26. Онищенко Олександр Вікторович(11.05.2000-18.01.2023)На війні з перших її днів,службу проходив в спецпідрозділі"СКАЛА"ОК.Схід. Старший солдат,штрмовик. Визволяв Харківщину,брав участь у боях за Соледар,Бахмут та його райони. В бою під Кліщіївкою отримав тяжке поранення.18.01.2023 р.помер в обласній лікарні ім. Мечнікова.
27. Панченко Павло Іванович (01.07.1982 — 04.04.2023) - стрілець-помічник гранатометника механізованої роти 129-ої бригади ТРО, в/ч 4082. Загинув на Авдіївському напрямку біля с. Новобахмутівка Донецької області.
28. Пилипенко Сергій Васильович[20] (1976
29. Рибалка Вячеслав Михайлович (08.01.1967 — 25.09.2022) сержант 25-ї ОПДБр. З 25.02.2022 захищав Україну від російських загарбників. Загинув під час виконання бойового завдання в с. Нове, Краматорського району Донецької області.
30. Різниченко Олексій Миколайович (1994—2022) — сімейний лікар, лейтенант, начальник медичного пункту, загинув у боях за Лиман[21].
31. Соколовський Едуард Євгенович (14.06.1995-14.12.2022) — Січеславська бригада 25 ОПДБр, загинув під час виконання бойового завдання на Луганському напрямку.
32. Сотник Євген Миколайович (24.03.1989-22.05.2023) — загинув під час виконання бойового завдання у м. Бахмут.
33. Соя Іван Олегович (19.12.1996-24.11.2023)- біля селища Лиман-Перший на Харківщині.[22]
34. Тарасов Павло Анатолійович (16.02.1970-11.11.2022) — загинув при виконанні бойового завдання у Херсонській області, Бериславського району, село Нова Кам'янка.
35. Терновий Владислав Миколайович (24.06.1974 — 24.11.2023) — захисник України, загинув на Харківщині, на Куп'янському напрямку.[23]
36. Ткачов Микола Олександрович (8.03.1983 — 23.06.2022) — загинув під час виконання бойового завдання Харківська область, Чугуївський район.
37. Ткаченко Євген Миколайович (26.10.1977 — 21.10.2022) — захисник України, ДШБ, загинув під час виконання бойового завдання н.п. Білогорівка Луганської області.
38. Трощинський Олег Вікторович (21.06.1968-07.07.2023) Національна Гвардія України, в/ч 3052, загинув під час виконання бойового завдання внаслідок ворожого обстрілу та штурмових дій з боку противника, в н.п. Стельмахівка Луганської області
39. Штефан Денис Володимирович[24] (14.09.1977-26.05.2023) — загинув під час виконання бойового завдання в районі н.п. Діброва Луганської області[25]
40. Філімонов Олександр Леонідович (26.06.1987 — 22.03.2023) з 30 жовтня проходив службу на посаді навідника штурмової роти в місті Бахмут. В грудні був переведений до 53 окремої механізована бригади. З 01.03.2023 брав участь в обороні міста Авдіївка. Загинув 22 березня під час боїв в Авдіївці.[26]
41. Фурт Олег Олександрович ( — 25.12.2022) — захисник України, загинув під Бахмутом на Донеччині.[27]
42. Яцишин Олег Юрійович (09.02.1998-05.04.2022) — Військовослужбовець Національної гвардії України 3011. З першого дня повномасштабного вторгнення боронив Маріуполь. Отримав поранення в бою за Азовсталь. Загинув під час євакуації поранених гвинтокрилами з Азовсталі.
43. Савранський Валерій Віталійович (01.02.2000-20.09.2024) Захисник України НГУ 3012. Загинув Донецька область н.п. Неліпівка Бахмутовського району під час виконання бойового завдання.
44. Меркулов Михайло Дмитрович (20.07.1983 — 30.12.2022) Захисник України. Учасник бойових дій в 2014 р. Військовослужбовець ЗСУ. Загинув при виконанні бойового завдання, врятувавши життя побратимів біля Бахмуту, н.п. Красна гора.

## Заходи щодо вшанування пам'яті загиблих героїв
- У Кривому Розі у поминальні дні провели панахиду за всіма загиблими захисниками[28]
- У Кривому Розі провели панахиду за загиблими військовими у секторі почесних поховань[29]
- У Кривому Розі у День захисників та захисниць України пом’янули полеглих військових на мирних акціях[30]
- У Кривому Розі провели всеукраїнську хвилину мовчання в пам`ять про загиблих Героїв[31]